# Gymnostachyum sahyadricum
Gymnostachyum sahyadricum är en akantusväxtart som beskrevs av C.N.Mohanan, Remadevi och Binojk.. Gymnostachyum sahyadricum ingår i släktet Gymnostachyum och familjen akantusväxter. Inga underarter finns listade i Catalogue of Life.